# Ahmed Dawouda
Ahmed Dawouda (tiếng Ả Rập: أحمد داوودا; sinh ngày 25 tháng 6 năm 1989), hay phiên âm Daouda hoặc Dawooda, là một cầu thủ bóng đá người Ai Cập thi đấu cho đội bóng tại Giải bóng đá ngoại hạng Ai Cập Zamalek SC ở vị trí tiền vệ.

## Danh hiệu

### Zamalek SC
- Cúp bóng đá Ai Cập (1): 2017–18